# حرارة الاضمحلال

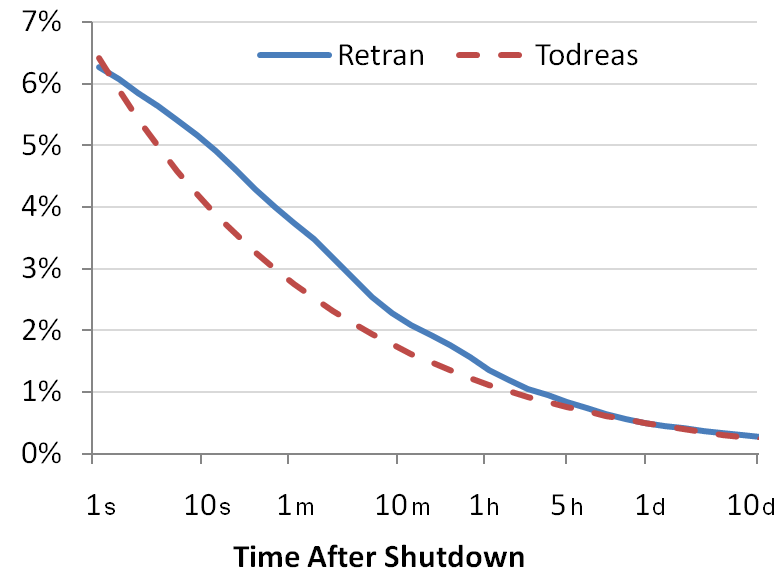

حرارة الاضمحلال هي الحرارة الناتجة عن نشاط إشعاعي، يحدث عندما يتفاعل الإشعاع مع المواد وطاقة كل من: إشعاع ألفا أو بيتا أو غاما، فتتحول إلى حركة حرارية للذرات.

## مفاعلات الطاقة النووية عند الإغلاق
في الانشطار النووي النموذجي: يتم تحرير 187 ميغا إلكترون فولت لحظياً ؛ (كل 1 إلكترون فولت= 1 جول/ 1 كولوم مضروباً بشحنة الإلكترون)؛ على شكل طاقة حركية من مخلفات الانشطار النووي، أو طاقة حركية من النيوترونات المنشطرة، أو إشعاعات غاما اللحظية، أو إشعاعات غاما من النيوترونات الأسيرة.
كما يتم في بعض الأوقات تحرير 23 ميغا إلكترون فولت الإضافية بعد الانشطار النووي من انحلال بيتا من المخلفات المنشطرة.
كما يتحرّر أيضاً حوالي 10 ميغا إلكترون فولت طاقة نوع انحلال بيتا متولدة من المخلفات المنشطرة على شكل نيوترونات، وتعتبر هذه الطاقة ضعيفة ولا يتم إيداعها في قلب المفاعل.
يصبح الناتج الإجمالي للطاقة مساوياً ل13 ميغا إلكترون فولت (أي ما نسبته 6.5% من إجمالي الطاقة الانشطارية)، ويتم إيداعها في قلب المفاعل النووي قبل حدوث تسلسل نووي آخر.
لا يتم الأخذ بعين الاعتبار حدوث الطاقة الانشطارية بشكل كبير عند إغلاق قلب المفاعل، فيعزى عندها المصدر الرئيسي للطاقة الحرارية إلى انحلال بيتا المتولد من الشظايا النووية.
لهذا السبب بالذات، وفي نفس لحظة إغلاق قلب المفاعل: سيبلغ قيمة الحرارة الإشعاعية المنحلة حوالي 6.5% من طاقة قلب المفاعل السابق. (تكون القيمة صحيحة في حال إذا كان للمفاعل تاريخ ثابت وطويل في مجال توليد الطاقة النووية)
بعد مرور ساعة واحدة من إغلاق المفاعل، تصل نسبة الحرارة الإشعاعية المنحلة إلى 1% من طاقة قلب المفاعل السابق. وبما أن أن معدل إنتاج الحرارة الإشعاعية المنحلة يعتمد على فترة [ نصف العمر] لمخلفات انشطارية معينة في القلب، إلا أن هذه الفترة ستتناقص ببطء مع مرور الزمن.
يعتبر نقل الحرارة الإشعاعية المنحلة خارج قلب المفاعل من أهم اعتبارات السلامة، وخاصة بعد مرور فترة قصيرة من إغلاق المفاعل. قد يؤدي الفشل في نقل الحرارة الإشعاعية المنحلة إلى رفع درجة حرارة المفاعل إلى مستويات خطيرة مسبباً الحوادث النووية؛ والذي يتضمن ذلك الحادث النووي في جزيرة الثلاثة أميال (بالإنجليزية:  Three Mile Island)‏
ويمكن تحقيق عملية نقل الحرارة الإشعاعية المنحلة عبر عدة أنظمة إضافية ومتنوعة، وغالباً ما يتم تبديد الحرارة في حوض حراري والذي يتميز بسعته الكبيرة، ولا يحتاج أي طاقة نشطة. ويستخدم هذه الطريقة إجمالاً بعد أن يتم إنقاص الحرارة الإشعاعية المنحلة إلى قيمة صغيرة جداً.

## الوقود المستخدم
يولّد الوقود النووي النوعي المستهلك بعد سنة واحدة ما يقارب 10 كيلو واط من الحرارة الإشعاعية المنحلة لكل طن؛ وتبدأ هذه القيمة بالتناقص حتى يصل إلى ما يقارب 1 كيلو واط/ طن. وبذلك يحتاج التبريد السلبي الفعال للوقود النووي المستهلك إلى عدد من السنوات.

## المولد الكهربائي-الحراري للنظير الإشعاعي
يستخدم الحرارة الإشعاعية المنحلة المتولدة في المولد الكهربائي-الحراري للنظير الإشعاعي في إنتاج الطاقة الكهربائية.